# Китченмен Койн, Элизабет
Элизабет Китченмен Койн (21 июня 1892 — 11 апреля 1971) — американская художница-импрессионистка.

## Биография
Элизабет Китченмен Койн родилась в 1892 году в семье производителя химической продукции. Училась в Филадельфийской школе дизайна для женщин у Леопольда Сейфферта. Затем училась в Пенсильванской академии изящных искусств, где была ученицей Сесилии Бо, Хью Генри Брэкенриджа, Филипп Лесли Хейла и Эдвина Блашфилда. В 1918 году получила стипендию Cresson Traveling Scholarship.
Койн стала известна благодаря своим пейзажам и картинам с изображением лошадей. За свои работы получила ряд наград и медалей.
Была членом Plastic Club и Pyramid Club.
Работы художницы хранятся в Пенсильванской академии изящных искусств и Художественном музее Вудмер.